# Victoria Beckham
- Pentru alți oameni al căror nume de familie este Beckham, vezi Beckham (nume de familie).

Victoria Caroline Beckham (n. Adams, 17 aprilie 1974) este o femeie de afaceri, creatoare de modă, scriitoare, actriță și cântăreață de origine britanică. Beckham și-a câștigat popularitatea la sfârșitul anilor '90, când s-a alăturat formației pop Spice Girls și a fost poreclită Posh Spice de revista britanică Top of the Pops în iulie 1996. După despărțirea de Spice Girls a urmat o carieră muzicală solo, în decursul căreia a lansat mai multe discuri single. Primul dintre acestea, Out of Your Mind, a ajuns pe locul al doilea în UK Singles Chart, fiind cea mai bună clasare a ei de până acum. În timpul carierei solo, ea a semnat cu Virgin Records și Telstar Records.
Beckham a cunoscut și mai mult succes pe plan internațional odată cu cariera în modă. Aceasta a inclus crearea unei linii de blugi pentru Rock & Republic și mai târziu propria ei marcă, dVb Style. Beckham și-a creat propria linie de ochelari de soare și de parfumuri, intitulată „Intimately Beckham”, care a fost lansată în Regatul Unit și SUA. În asociere cu casele de modă Samantha Thavasa și Chen Shiatzy, ea a produs o gamă de genți de mână și de bijuterii. În plus, Beckham a lansat două cărți best-seller: o autobiografie și un ghid de modă.
Beckham a participat în cinci documentare și emisiuni de televiziune despre ea, inclusiv Being Victoria Beckham, The Real Beckhams și Victoria Beckham: Coming to America. Ea a apărut de asemenea într-un episod al serialului de televiziune american Ugly Betty și a făcut parte din juriul emisiunilor Project Runway, Germany’s Next Topmodel și American Idol. Ea este căsătorită cu David Beckham și au împreună patru copii. În 2009, averea cuplului era estimată la 125 milioane £.

## Copilăria și studiile
Victoria Caroline Adams s-a născut pe 17 aprilie 1974 la Spitalul Prințesa Alexandra din Harlow, Essex și a crescut în Goffs Oak, Hertfordshire. Ea este primul dintre cei trei copii ai lui Jacqueline Doreen (născută Cannon), o fostă funcționară de asigurări și coafeză și Anthony William Adams, un fost inginer electronist. Cei doi au înființat o afacere en-gros de electronice pentru a le asigura o educație bună celor trei copii: Victoria, Louise și Christian.
În 1980, după ce a văzut filmul Fame, Victoria a luat decizia de a urma o carieră muzicală, iar părinții au înscris-o la Școala de Teatru Jason. În 1991 Beckham a intrat la Laine Theatre Arts din Epsom, Surrey și a studiat dansul și modellingul. Ea a urmat Liceul Sf. Maria din Cheshunt, unde s-a simțit jenată de averea familiei sale și l-a implorat de multe ori pe tatăl său să nu o mai ducă la școală într-un automobil Rolls Royce. Ea a fost frecvent hărțuită și de multe ori s-a simțit tratată ca o
străină. Mai târziu, Beckham a explicat că nu și-a făcut niciodată prieteni, iar ceilalți copii ar fi aruncat cu pietre în ea. În cele din urmă ea a devenit membru al unei trupe numite Persuasion.

## Cărți
Pe 13 septembrie 2001 Beckham și-a lansat prima sa carte, o autobiografie intitulată Learning to Fly. Titlul a fost inspirat din versul unei melodii din comedia muzicală Fame, pe care Beckham a urmărit-o în copilărie. Versul din care s-a inspirat a fost: „I'm gonna live forever, I'm gonna learn how to fly.” („Voi trăi pentru totdeauna, voi învăța cum să zbor.”) Cartea descrie copilăria, perioada alături de Spice Girls, căsătoria, viața de familie, precum și cariera acesteia. Learning to Fly a devenit în 2001 a treia cea mai bine vândută carte nonficțiune din Regatul Unit, fiind vândută în peste 500.000 de exemplare. Cartea a fost promovată și prin intermediul apariției unui invitat de marcă la emisiunea Parkinson, urmărită la acel moment de nouă milioane de telespectatori. Publicațiile Hello!, The Daily Mail și The Mail on Sunday s-au alăturat pentru a cumpăra drepturile de a previzualiza și serializa cartea înainte de publicare. Suma plătită de acestea a fost estimată la aproximativ 1 milion £.
Beckham a fost citată de un jurnalist spaniol în 2005 spunând: „N-am citit niciodată o carte în viața mea.” Ea a explicat ulterior că a fost o greșeală de traducere a interviului tipărit original în spaniolă, spunând că de fapt niciodată nu a avut timp să termine de citit o carte deoarece a fost mereu ocupată cu copiii ei.
A doua carte a Victoriei Beckham, un ghid de modă intitulat That Extra Half an Inch: Hair, Heels and Everything In Between, a fost publicată pe 27 octombrie 2006. Aceasta conține sfaturile lui Beckham în materie de modă, stil și frumusețe, dar și fotografii realizate de Mario Testino, Annie Leibovitz și Steven Meisel. That Extra Half an Inch: Hair, Heels and Everything In Between a devenit de asemenea un best-seller, fiind vândută în peste 400.000 de exemplare în Regatul Unit în format hardcover. Drepturile de autor au fost vândute pentru SUA, Olanda, Japonia, Portugalia, Lituania, Rusia și recent China.

## Viața personală

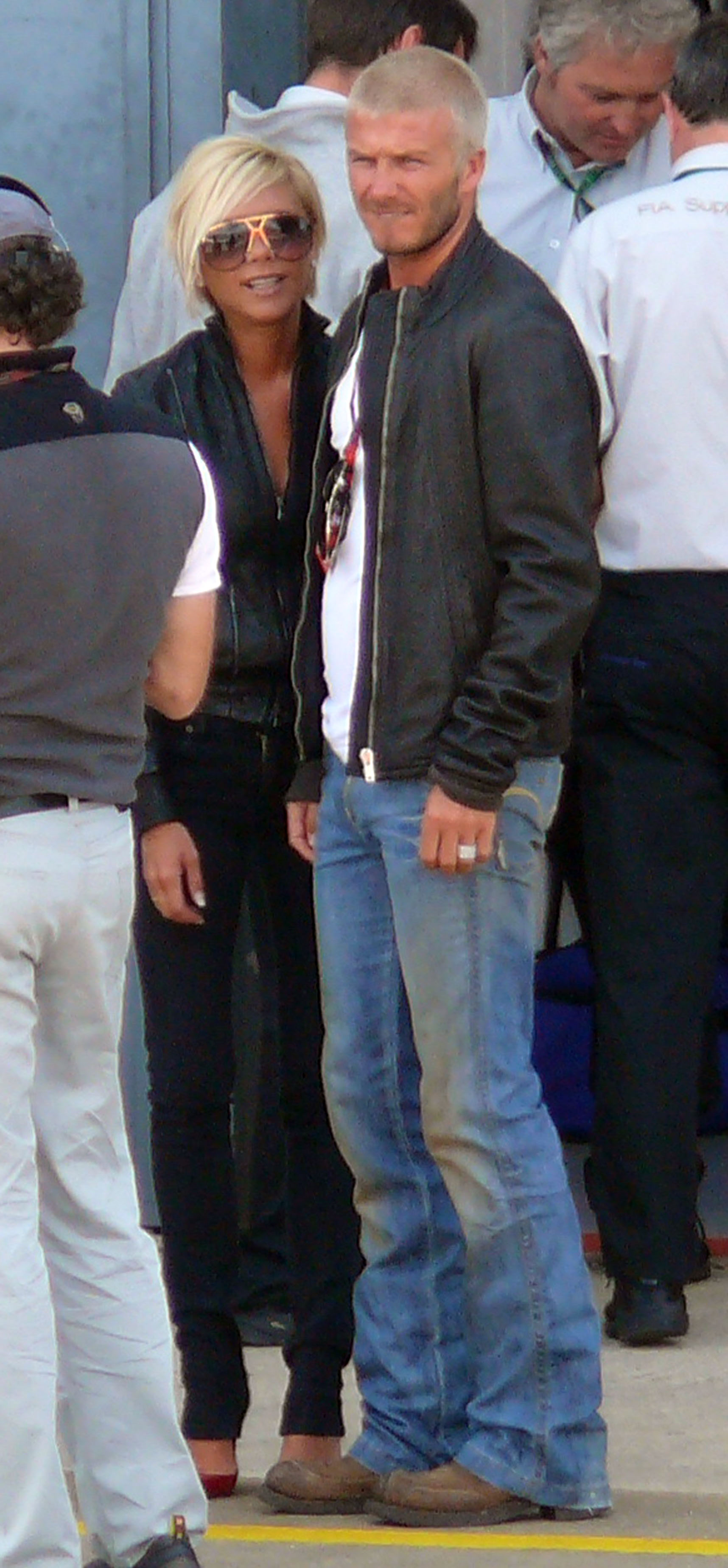
David și Victoria Beckham pe Circuitul Silverstone la Marele Premiu al Marii Britanii din 2007.

Beckham a început o relație cu Corey Haim în 1995 care s-a încheiat pe cale amiabilă.

### Căsătoria
În 1997 Victoria a început să flirteze cu fotbalistul David Beckham după ce s-au cunoscut la un meci de fotbal pentru caritate, determinându-l pe acesta să-i ceară o întâlnire. Despre prima lor întâlnire ea a declarat: „Nu știam cine era cu adevărat. Nu le-am avut niciodată cu fotbalul.” Cei doi și-au anunțat logodna în 1998, fiind porecliți „Posh și Becks” de mass-media. Pe 4 iulie 1999 au fost căsătoriți de episcopul din Cork, Pavel Colton, la Castelul Luttrellstown din Irlanda, fapt care a atras atenția presei. Gary Neville, coechipierul lui David, a fost cavalerul de onoare, iar băiatul celor doi, Brooklyn, a fost purtătorul inelului. Majoritatea presei a fost ținută departe de ceremonie ca urmare a unui acord de exclusivitate cu revista OK!, dar fotografiile cu David și Victoria stând pe tronurile de aur au fost permise. Pentru recepția nunții a fost angajat un număr total de 437 de oameni, ale căror costuri au fost estimate la 500.000 £ Cuplul a cumpărat ceea ce avea să devină cea mai cunoscută casă a lor pentru 2,5 milioane £ în 1999; proprietatea care se întinde pe o suprafață de 97.000 m² a fost denumită ulterior Palatul Beckingham de mass-media.

### Copiii
Victoria și David Beckham au împreună patru copii: fiii Brooklyn Joseph (n. 1999, Westminster, Londra), Romeo James (n. 2002, Westminster, Londra), Cruz David (n. 2005, Madrid, Spania); și fiica Harper Seven (n. 2011, Los Angeles). Elton John și David Furnish sunt conform surselor nașii lui Brooklyn și Romeo, iar nașa lor este Elizabeth Hurley. Înainte de nașterea lui Harper, Victoria și David au declarat că și-au dorit din suflet o fată. .

## Controverse
În ianuarie 2000, detectivii de la Scotland Yard au primit un pont conform căruia Victoria și Brooklyn Beckham urmau să fie răpiți și ținuți într-o casă din Hampstead, Londra. Familia a fost atunci mutată într-o locație secretă și nimeni nu a fost arestat. Două luni mai târziu, Victoria a primit o amenințare cu moartea înaintea concertului cu Spice Girls de la Premiile BRIT, iar în timpul repetiției pentru spectacol o lumină laser de culoare roșie a apărut pe pieptul ei, aceasta fugind de pe scenă. În noiembrie 2002, cinci persoane au fost arestate după ce un alt complot de răpire a fost dezvăluit de un ziar tabloid. Toate acuzațiile au fost retrase după ce un martor a fost considerat de încredere. În 2004 David Beckham a fost acuzat că a avut o scurtă aventură cu o fostă asistentă personală, Rebecca Loos. Totul ar fi avut loc se pare atunci când David s-a mutat la Madrid, deși el a negat toate acuzațiile.
Familia Beckham s-a mutat în Los Angeles, California pe 12 iulie 2007, după ce David a semnat cu echipa de fotbal Los Angeles Galaxy. La sosirea lor în SUA, Victoria și David au fost asaltați de sute de paparazzi și jurnaliști, cauzând o frenezie în media. În prezent ei locuiesc într-o casă evaluată la 22 milioane $ din Beverly Hills cu zece paznici. Pentru ca mutarea lor în America să devină cunoscută, cuplul a fost fotografiat în lenjerie intimă pentru revista de modă W, care a inclus și un interviu în care Victoria a declarat că presupusa aventură a lui David cu Loos a făcut căsătoria lor mai puternică.
În octombrie 2007 s-a raportat că Victoria a refuzat oportunitatea de a juca în filmul Totul despre sex. Aceasta a declarat într-un interviu: „Am fost rugată să joc în filmul Totul despre sex, ceea ce mi-ar fi plăcut să fac, dar pentru că sunt într-un modul continuu de repetiții cu Spice Girls, din păcate, nu pot să o fac.” Cariera muzicală și mariajul au făcut-o pe Victoria a 52-a cea mai bogată femeie din Marea Britanie și a 19-a persoană alături de David, cu o avere comună estimată la 112 milioane £ (225 milioane $).

## Filmografie

### Televiziune
| An   | Titlu                               | Rol                    | Note                                                            |
| ---- | ----------------------------------- | ---------------------- | --------------------------------------------------------------- |
| 2000 | Victoria's Secrets                  | Ea însăși              | Serie documentară                                               |
| 2002 | Being Victoria Beckham              | Ea însăși              | Serie documentară                                               |
| 2007 | Victoria Beckham: Coming to America | Ea însăși              | Serie documentară                                               |
| 2007 | Ugly Betty                          | Ea însăși              | „A Nice Day for a Posh Wedding” (episodul 7; sezonul 2)         |
| 2008 | Project Runway                      | Mentor/ea însăși/jurat | „Finala” (episodul 14; sezonul 4)                               |
| 2009 | Germany's Next Topmodel             | Mentor/ea însăși/jurat | „Bed of Roses” (episodul 13; sezonul 4)                         |
| 2010 | American Idol                       | Mentor/ea însăși/jurat | Sezonul 9; Audiții în Hollywood / Boston / Denver               |
| 2010 | SpongeBob SquarePants               | Regina Amphitrite      | „Neptune's Party” (episodul 28; sezonul 7) Voce / Serie animată |

### Filme
| An   | Titlu                 | Rol        | Note |
| ---- | --------------------- | ---------- | --- |
| 1997 | Spice World           | Posh Spice | Premiul Zmeura de Aur pentru cea mai proastă actriță Nominalizată — Premiul Zmeura de Aur pentru cea mai proastă actriță nouă Nominalizată — Premiul Orange Blimp pentru Actrița Favorită de Film Nominalizată — Premiul Blockbuster Entertainment pentru Actrița Favorită - Comedie |
| 2007 | Giving You Everything | Ea însăși  | Film de televiziune; documentar |

## Discografie
- Victoria Beckham (2001)